# 本庄ダム

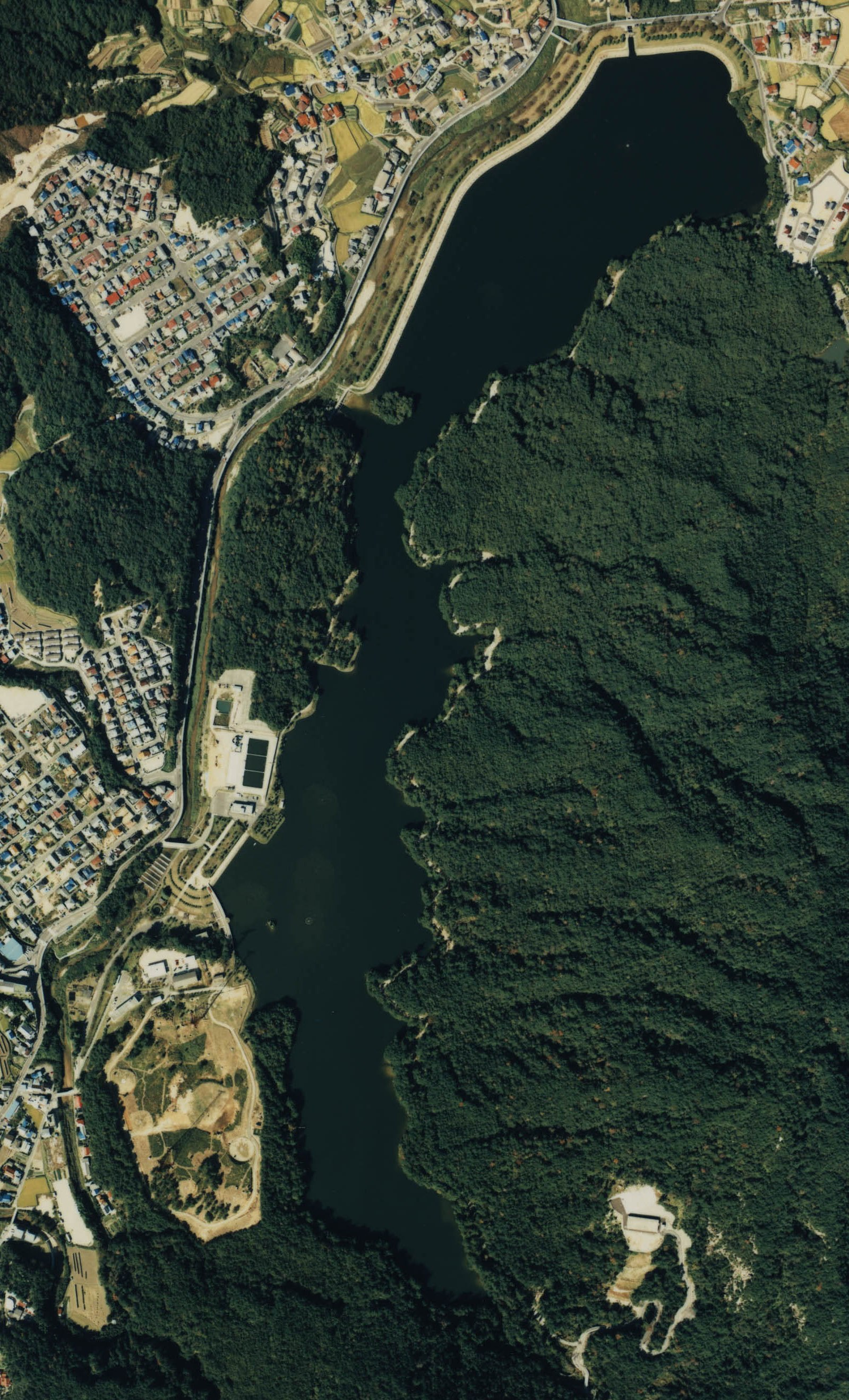
1988年。左下が堤体にあたる。その上が浄水場でその下が海自敷地。この時点でレイクパーク本庄（浄水場北側）は整備されていない。左上の島の左側に洪水吐がある。

本庄ダム（ほんじょうダム）は、広島県呉市にある呉市上下水道局が管理するダムである。

## 概要
1918年（大正7年）、大日本帝国海軍呉鎮守府の軍用水道「呉鎮守府水道」の水源地（貯水池）として築造された。1999年（平成11年）5月13日に、稼働している水道施設としては日本で初めて重要文化財に指定された。指定名称は「本庄水源地堰堤水道施設」。重要文化財の指定対象は以下のとおり。
- 本庄水源地堰堤水道施設
  - 堰堤（堤体本体、取水塔よりなる）1基
  - 丸井戸 1基
  - 第一量水井（鋳鉄製配管、仕切弁2基を含む）1基
  - 階段　1基
  - 水道用地 1542番1号の一部

取水施設も含め2013年現在現役利用されており、ここから呉市中心部の宮原浄水場へと水が送られている。
ダムの左岸側は海上自衛隊呉地方隊敷地であり、2010年3月26日に閉所した「呉焼山送信所」跡地が存在する。右岸側は2003年9月に休止した「本庄浄水場」になる。
また呉市における桜の名所である。普段はダムには立ち入り禁止だが、サクラとフジの開花時期である春先のみ一般開放され多くの花見客で賑わう。湖畔の一部、旧浄水場北側が「レイクパーク本庄」としてピクニック広場が整備されており、桜やもみじ、けやきなどが植えられている。湖面には神社が祀られた島があり、地元では「水神さん」と呼ばれている。
ダム湖「本庄貯水池」としてダム湖百選に選出されている。ダム湖西側を広島県道31号呉平谷線が通る。

## 施設
鎮守府専用の水道用ダムとしては舞鶴鎮守府の桂ダム（桂貯水池堰堤）が最初ではあるが、近代水道の設備を備えた鎮守府専用の大規模ダムとしては本庄ダムが日本初である。
本流である二河川の他に平谷川・小田川・鬼切川の計4つの川から流入し、それらから流入する堆積土砂防止のためそれぞれに沈砂・濾過機能の持ち合わせた取水施設が造られている。県道31号に沿って流れる現在の二河川はダム建設の際に付替河川として整備されたものである。
以下、国の重要文化財「本庄水源地堰堤水道施設」に指定されている設備を列挙する。これらは竣工当時からあるものである。
- 堰堤 - 堤頂部長さ97m、堤頂部幅3.64m、高さ25m[5]。アールを描く重力式コンクリートダムで、堤体は控え壁で補強され、堤体中心付近に取水塔を設ける[5][4]。表面はこの工事の際に現場採掘された花崗岩を用いた切石積処理されており、重厚感を醸し出している[3][5]。
- 丸井戸 1基 - 石造、直径9.9m[5][4]。堰堤取水塔からの水ではなく、二河川から直接取水された水用の沈砂施設で、ここから第一量水井へと流れていく[5]。
- 第一量水井 1基 - 石造、長さ14.8m、幅5.5m、配管は鋳鉄製、仕切弁2基[5][4]。堰堤取水塔からと丸井戸からの水がここに集められ、ここから取水場に送られる[5]。
- 階段 - 石造、長さ36.5m、幅3.6m[4][5]。堰堤北側の土盛を上がる階段[5]。

その他の主要設備を列挙する。
- 溢流堤 - コンクリート造で天端のみ花崗岩処理。レイクパーク本庄北側にある洪水吐。本庄ダム本体には溢流口は設けられておらず、水量過多の際にはここから二河川へ流す[3]。
- 本庄浄水場 - 1980年呉市水道第5期拡張事業により建設された浄水場。本庄水源地を水源とし、処理能力4,500m3/日で運用されていたが、2003年をもって休止している[6]。
- レイクパーク本庄 - 1996年本庄浄水場北側に整備された自然公園。入場無料[7]。
- 海上自衛隊呉通信隊焼山送信所跡

なお戦前の民間に流通していた土木系資料には、軍事機密のため具体的な数値など詳細に書かれているものはない。

## 歴史

### 呉鎮守府水道
1886年（明治19年）海軍区が制定され呉鎮守府が置かれることになり、安芸郡呉港は軍港として整備されることが決まった。そこで海軍へ安定した上水を送る軍用水道「呉鎮守府水道」（海軍水道あるいは軍港水道とも）の建設が決定した。呉市中心部を流れる二河川中流域の大字荘山田村字東二河平甲に水源（二河水源地）を設け、海軍敷地内であった宮原浄水場まで運ばれ浄水し、鎮守府関連施設に送られることとなった。ただ1903年（明治36年）呉海軍工廠が正式に発足すると、供給不足となったことから呉鎮水道の抜本的な補強を行うことが決定した。
1906年（明治39年）測量を開始し、1909年（明治42年）12月西尾虎太郎呉海軍経理部建築科員により4つの水源地案が作成された。1910年（明治43年）6月吉村長策海軍省臨時海軍建築部工務員による現地踏査が行われた後、同年11月西尾は新たな案である第5案を作成し、同年12月これを吉村が認定したことにより本庄ダムの建設が決定した。
| 案 | 位置                 | 推定貯水量（m3） | 検討結果               |
| -- | -------------------- | ---------------- | ---------------------- |
| 1  | 二河川下流           | 940,000          | 工事費大、却下         |
| 2  | 賀茂郡郷原村         | 1,000,000        | 将来的な拡大不可、却下 |
| 3  | 荘山田村二河川側丘腹 | 300,000          | 貯水量不足、却下       |
| 4  | 1案を修正            | 800,000          | 再考                   |
| 5  | 本庄村・焼山村       | 1,700,000        | 決定                   |
1911年（明治44年）6月「第3期拡張工事」起工、1912年（大正元年）9月水源地着工、1918年（大正7年）2月竣工。ここから宮原浄水場に水が送られた。同年4月28日に竣工式が行われている。その規模は当時東洋一と言われ、過大なものとさえ言われた。工事費1,801,246円60銭。呉鎮建築科の設計担当の技師2人が途中体調不良により辞職し、工事に延1,727,800人を使い、死者15人・負傷者259人を出すなど、難工事であった。
その後、呉鎮は更に拡大を続け水需要は更に増加し、他所にも水源地を建設している。

### 呉市水道

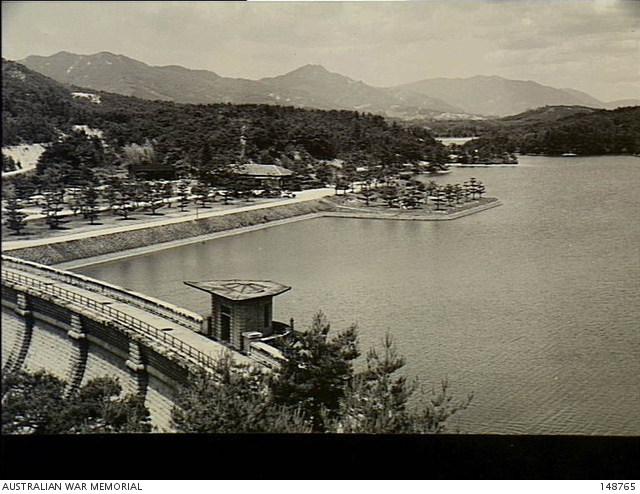
1953年

呉市は軍港都として拡大していく中で、市民から上水道創設の要望が出ていた。ただ呉鎮水道はあくまで海軍専用であり市民には供給されていなかった。日露戦争以降人口が増加したことから、呉市側は衛生上と防火上の問題から上水道の必要性を痛感し、海軍側も市の環境悪化は士気に繋がることから上水道布設に理解を示した。
1904年（明治37年）、呉市議会にて上水道布設を決議、技術者を招集し調査に入る。ただ呉市中心部を流れる二河川は呉鎮水道により取水されていたため更に呉市水道用に取水することが出来ず、また呉市の財政上の問題から新たな水源地の確保は困難な状況だった。ちょうどその時、海軍は呉鎮水道拡張工事を行なっており、1911年（明治44年）7月呉市はここ本庄水源地からの余水分与を呉鎮に陳情した。1913年
（大正2年）3月呉鎮はこれを許諾したことから、同年5月呉市は実施設計を始め、同年8月呉市水道布設計画案を市議会にて可決した。
1915年（大正4年）7月12日呉市水道着工、1918年（大正7年）3月竣工、同年4月1日ここから平原浄水場に送られ通水開始した。
1945年（昭和20年）呉軍港空襲を始めとする市街地の空襲、同年9月枕崎台風、と呉市中心部は立て続けに被害に遭遇し水道も壊滅状態となった中で、終戦後に呉に常駐したイギリス連邦占領軍(BCOF)により水道復旧命令が下され、市職員のほか旧海軍の応援で同年10月6日まずBCOF用の浄水を確保し、のち市民用の上水を復旧させていった。
1950年（昭和25年）旧軍港市転換法施行に伴い、1954年（昭和29年）12月までに旧呉鎮水道は国から呉市に移管された。以降、拡張工事により市水道施設との一体化を図り、現在に至る。1980年本庄浄水場を運用開始したが、2003年をもって休止している。

## ギャラリー

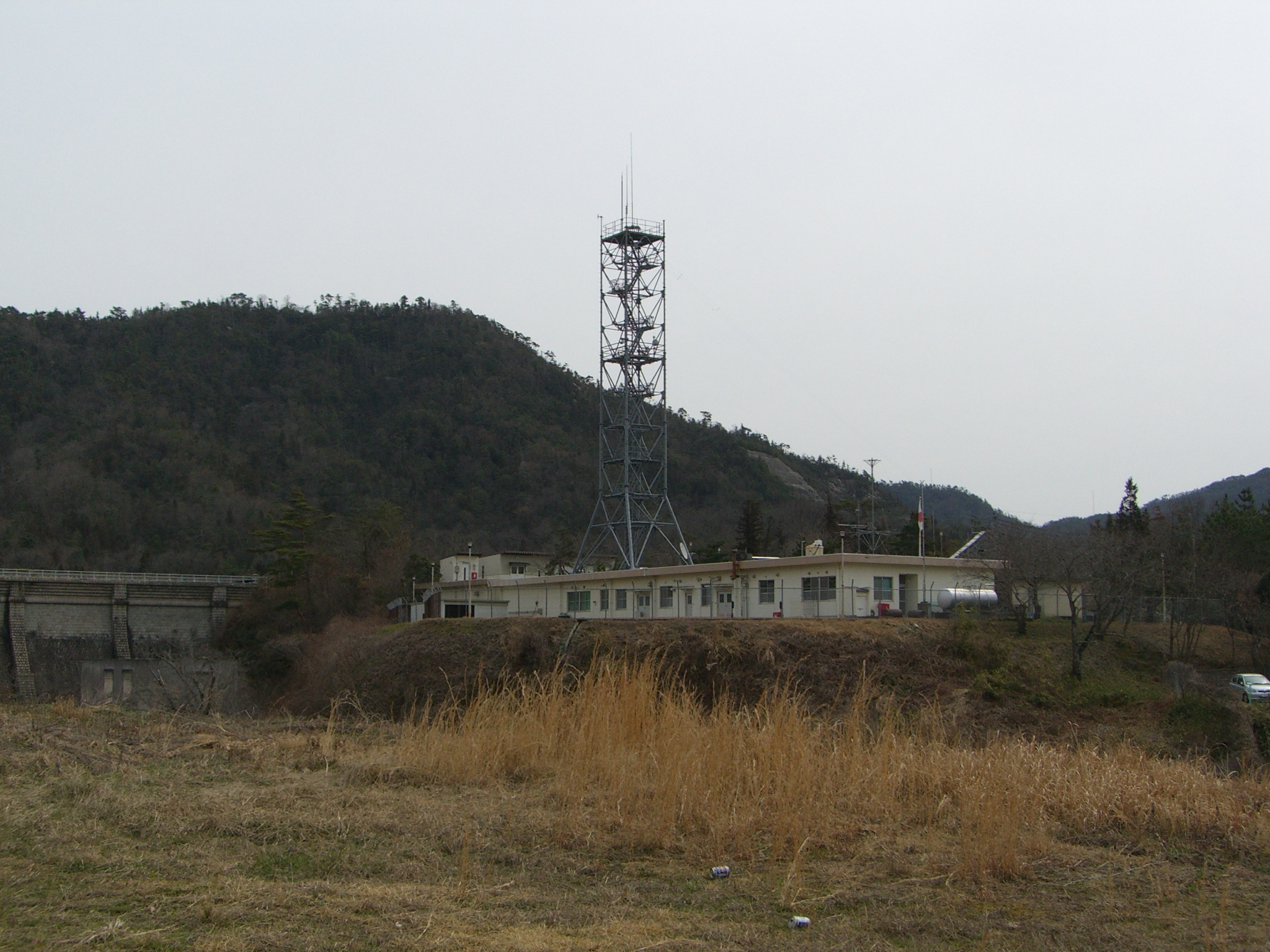
海自焼山送信所（2007年当時）

## 交通
バス
- 広電バス、「水源地前」バス停・「本庄」バス停・「押込」バス停下車

## 周辺道路
広島県道31号線呉平谷線 

## 参考資料
- 本庄ダム - ダム便覧
- “文化財の紹介 本庄水源地”.   呉市上下水道局. 2013年4月28日閲覧。
- “呉市水道のあゆみ 本庄水源地”.   呉市上下水道局. 2013年4月28日閲覧。
- “本庄水源地堰堤水道施設 堰堤”.   文化庁. 2013年4月28日閲覧。
- 中島工学博士記念事業会 『日本水道史』（原著1927年）
  - 中島工学博士記念事業会『日本水道史 第三編 上水道の施設（其二）』（PDF）（原著1927年）、569-573頁。2013年4月28日閲覧。
  - 中島工学博士記念事業会『日本水道史 付図 第二 上水道附図』（PDF）（原著1927年）。2013年4月28日閲覧。
- 呉市上下水道局 平成23年度事業年報
  - “平成23年度事業年報 機構” (PDF).   呉市上下水道局. 2013年4月28日閲覧。
  - “平成23年度事業年報 水道事業” (PDF).   呉市上下水道局. 2013年4月28日閲覧。